# بيتر فان بيلز
بيتر فان بيلز (ولد في 8 نوفمبر 1926 في أوسنابروك، ألمانيا — توفي 11 أبريل 1945 أو 5 مايو 1945 في معسكر اعتقال ماوتهاوزن النمسا)، هو ابن هيرمان فان بيلز وأوغوستا فان بيلز ، كان واحدًا من ثمانية مهاجرين غير شرعيين يشاركون مخبأ آن فرانك في الملحق السري 263 برينسينجراتشت.
في مذكرات آن فرانك ، يحمل الاسم المستعار بيتر فان دان.

## روابط خارجية
- بيتر فان بيلز على موقع IMDb (الإنجليزية)